# 아탈라 (소설)

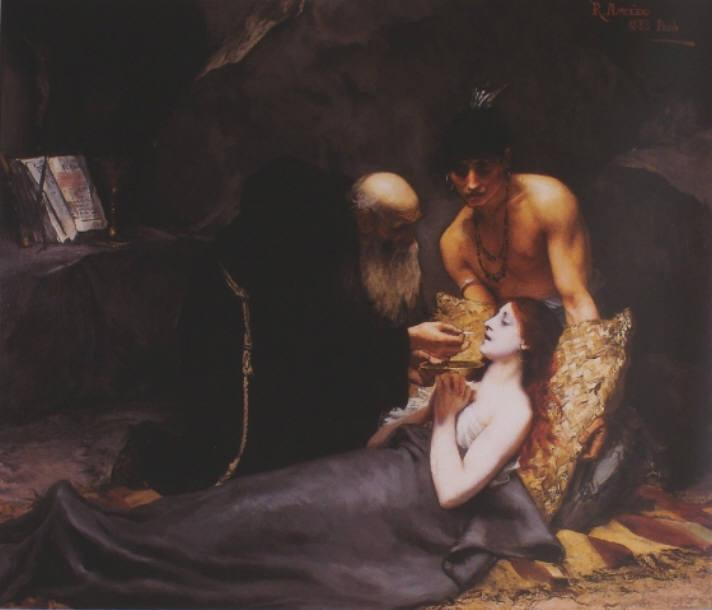
아탈라의 죽음

《아탈라》(Atala, ou Les Amours de deux sauvages dans le désert)는 프랑수아르네 드 샤토브리앙 자작의 초기 소설이다.
모두 다같이 저자가 청년시대 때 미국 여행에서 얻은 것이다. <그리스도교 신수>의 일부분이 되는 삽화로 쓰인 것이지만 1805년에 2편을 묶어 독립된 1권으로 간행했다. <아탈라>에는 미국대륙의 황량한 대자연을 배경으로 늙은 인디언 추장이 젊은날에 겪은 비련을 엮었고, <르네>는 미국으로 건너간 프랑스 청년 르네의 고칠 수 없는 권태로움을 묘사하였다.
작품의 배경이 된 신세계의 풍물은 언어의 마술사라 일컬어지는 샤토브리앙의 손에 의해 신선한 감동을 풍겨 주어 대성공을 거두었다.
당시의 문학에 이국 정조를 넣어 낭만주의의 선구자가 되었다고 하겠다. 또한 주인공 르네의 우수와 고독과 불안이 가득 찬 영혼은 괴테의 <젊은 베르테르의 슬픔> 등의 뒤를 이어받은 ‘세기병(世紀病)’의 전형적인 표현이라고도 하여 세낭쿠르(1770-1846)의 <오베르만(Obermann)> 등 낭만파 세대의 작품에 깊은 영향을 끼쳤다.